# Томас Джеймс Гендерсон
То́мас Джеймс Ге́ндерсон (англ. Thomas James Alan Henderson; 28 грудня 1798, Данді — 23 листопада 1844, Единбург) — британський астроном XIX століття, перший Королівський астроном Шотландії.

## Біографія
Закінчив у Данді вищу школу, займався юриспруденцією і малюванням карикатур. Однак його основним хобі були астрономія і математика, а винайдений ним новий метод вимірювання довготи привернув увагу відомого астронома Т. Юнга. Юнг у своєму посмертному листі Адміралтейству рекомендував Гендерсона на своє місце. Адміралтейство призначило Гендерсона на менш почесну посаду — астрономом в обсерваторію на Мис Доброї Надії у Південній Африці, де він пропрацював з квітня 1832 по травень 1833 року, виконавши велику кількість спостережень зірок.
Відзначив, що Альфа Центавра має значний власний рух, і зробив висновок, що вона може бути однією з найближчих до Сонця зірок.
Одним з ключових питань в астрономії 1830-их було вимірювання відстаней до зірок, і Гендерсон став одним з перших, хто виміряв ‎річний паралакс зірки. Завдяки цим вимірюванням він оцінив відстань до Альфа Центавра у 3,25 світлових роки, що на 33,7 % є меншим від істинного значення.
Через сумніви щодо точності результатів своїх вимірювань Гендерсон не публікував їх до 1839 року, тому пріоритет у вимірюванні міжзоряних відстаней було віддано Ф. В. Бесселю, котрий у 1838 році опублікував дані своїх вимірювань відстані до зірки 61 Лебедя.
В 1834 році за рекомендацією Прем'єр-міністра Великої Британії лорда Мельбурна Гендерсон став першим, що зайняв щойно засновану посаду Королівського астронома Шотландії. Крім того, його було призначено на кафедру астрономії в університеті Единбурга. На цих посадах він працював до кінця свого життя.
У квітні 1840 року обраний членом Лондонського королівського товариства.

## Особисте життя
В 1836 одружився з Джанет Мері Аді (англ. Janet Mary Adie, 1808—1842), дочкою Александера Аді, шотландського виробника медичних інструментів, оптика, метеоролога і винахідника. У них була одна дочка Джанет Мері Джейн Гендерсон (англ. Janet Mary Jane Henderson, 1842—1893).

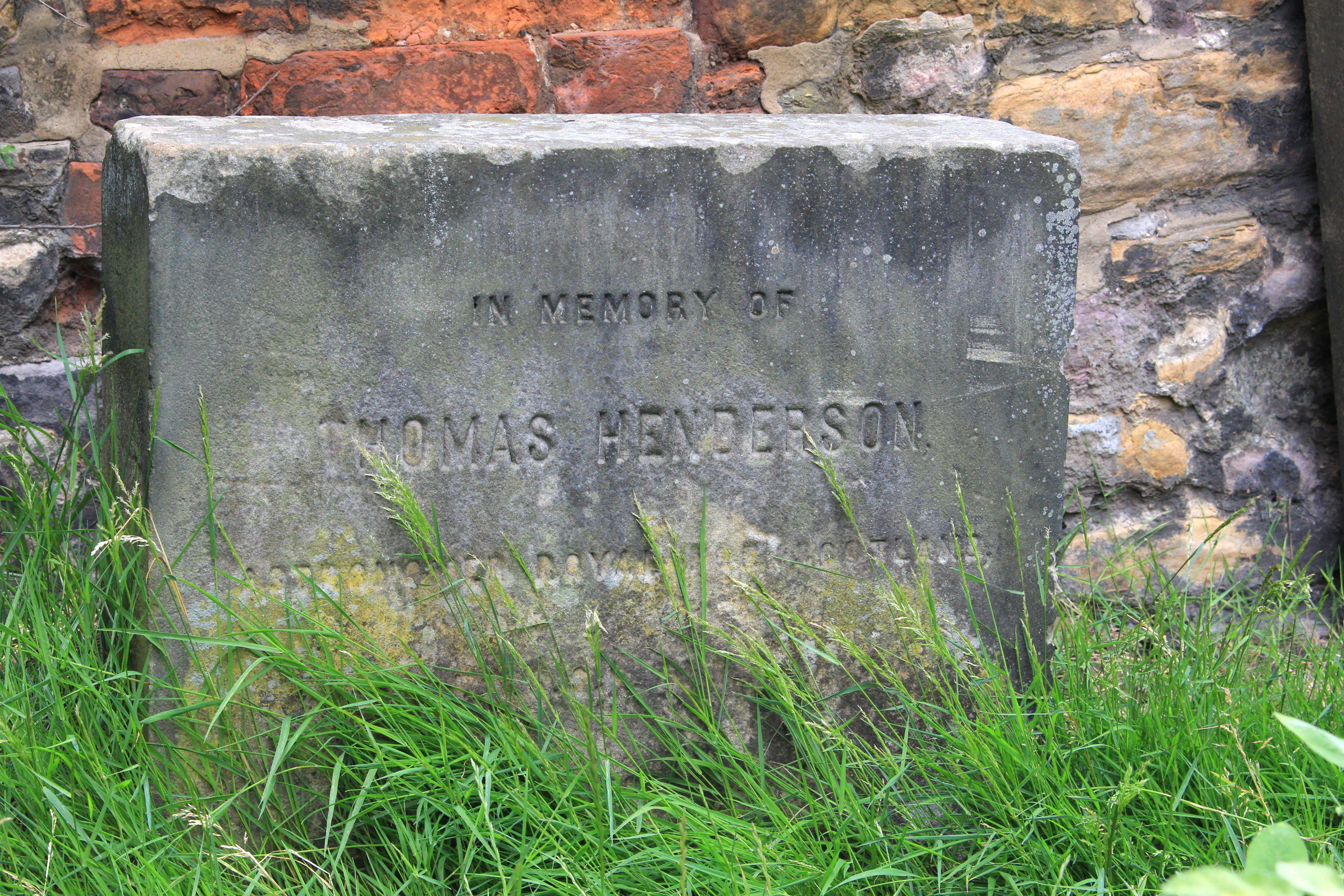
Меморіальна плита Томаса Гендерсона на цвинтарі Грейфраєрс

Томас Гендерсон помер у будинку № 1 по вулиці Гіллсайд Кресцент (англ. Hillside Crescent) в Единбурзі 23 листопада 1844 року і похований на цвинтарі Грейфраєрс. Його могила може бути або в могилі Александера Аді, або в могилі, позначеній кам'яною плитою «на його пам'ять». Ім'я Гендерсона не значиться на могилі Аді; сам Александер Аді помер через 14 років після Гендерсона.

## Наукові публікації
- Henderson, Thomas (1842). The Parallax of Alpha Centauri, deduced from Mr Maclear's observations at the Cape of Good Hope, in the years 1839 and 1840. Memoirs of the Royal Astronomical Society. 12: 329—372. Bibcode:1842MmRAS..12..329H.
- Henderson, Thomas (1840). On the Parallax of Alpha Centauri. Memoirs of the Royal Astronomical Society. 11: 61—68. Bibcode:1840MmRAS..11...61H.

## Вшанування пам'яті
У 1970 році Міжнародний астрономічний союз присвоїв ім'я Гендерсона кратеру на зворотному боці Місяця.